# Ugo Giachery
Ugo Giachery (Palermo, 13 maggio 1896 – Apia, 5 luglio 1989) è stato un eminente bahá'í italiano, discendente da un'aristocratica famiglia siciliana.

## Biografia
Ugo Giachery era di origini siciliane, in quanto nato a Palermo, il 13 maggio 1896, nipote del noto architetto e ingegnere italiano Carlo Giachery, celebre per il suo contributo allo sviluppo architettonico della Sicilia nel XIX secolo. 
Conseguì tre livelli formali di istruzione; i primi due presso il Reale Istituto Tecnico di Palermo e il terzo, la laurea in chimica, presso la Reale Università di Palermo. Assolse il servizio militare nel Reggimento delle Guardie dei Granatieri del Re d'Italia. In gioventù il giovane Giachery studiò l'inglese, una lingua che di fatto avrebbe influenzato il corso della sua vita.
Dopo la prima guerra mondiale si trasferì negli USA dove abbracciò la fede bahá'í e dove il 24 febbraio 1926 sposò Angeline Westergren, una bahá'í e valente violinista di origini svedesi. 

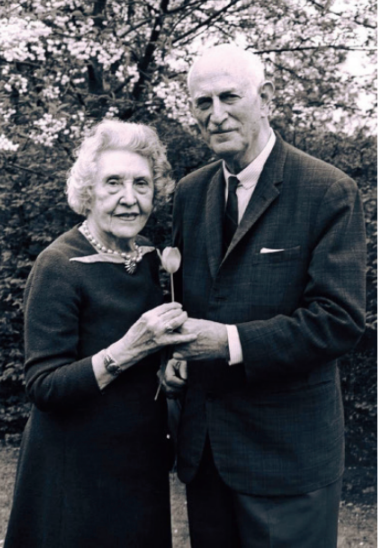
Ugo e Angeline Giachery

Nel 1947 con la moglie decisero di tornare in Italia, lasciando gli agi e gli amici di quel mondo oltre Oceano per essere pionieri della fede bahá'í nel bel Paese a Roma. Arrivarono col Transatlantico Saturnia a Napoli e si trasferirono in autobus a Roma giovedì 20 febbraio 1947, trovandovi ancora molta distruzione e parecchie rovine di quel recente dopoguerra; un periodo in cui era ancora complicato trovare alloggio nella Capitale.   
Dal 1948, sotto la guida di Shoghi Effendi, curò la fornitura dei marmi dall'Italia per il completamento della sovrastruttura del santuario del Báb sul Monte Carmelo ad Haifa, per abbellire e mettere in risalto la primaria costruzione eretta da 'Abdu'l-Bahá, e altre costruzioni del Centro mondiale Bahá'í. Nel dicembre 1951 fu nominato Mano della Causa di Dio da Shoghi Effendi, che nel marzo del 1952 lo chiamò anche a far parte del Consiglio Internazionale Bahá'í.
Fu chiamato ad essere il portavoce di Shoghi Effendi in più occasioni di Conferenze Intercontinentali, e viaggiò in vari Stati del mondo per diffondere la conoscenza della fede bahá'í.
Fu proprio durante un viaggio nell'area del Pacifico che si spinse fino alle isole di Samoa, dove nel mese di ottobre del 1967 presentò "La Proclamazione di Baha'u'llah" al re delle Samoa occidentali, Malietoa Tanumafili II, che nell'anno seguente dichiarò di riconoscersi come credente nella Fede di Baha'u'llah. Il 9 aprile 1968, su richiesta della Casa Universale di Giustizia, presentò "La Proclamazione di Baha'u'llah" al Vaticano, tramite il Cardinale Paolo Marella.
Scrisse molti articoli sia in inglese che in italiano sulla fede bahá'í e tradusse diversi testi bahá'í in italiano.
Nel 1975 la Casa Universale di Giustizia diede l'annuncio ufficiale che sarebbero iniziati i lavori per la costruzione della Sua sede stabile sulle pendici del Monte Carmelo e Giachery venne ancora coinvolto nell'attività di rappresentante bahá'í con le "Industrie Marmi Vicentini" che furono scelte nuovamente da tale massima istituzione bahá'í per la fase di lavorazione e fornitura dei marmi occorrenti per ornare tale basilare e storico edificio. Nel 1981 accompagnò ad Haifa buona parte delle maestranze degli scalpellini di Chiampo, assieme al presidente dell'azienda vicentina, il conte Paolo Marzotto, che avevano contribuito all'impresa, per ammirare quell'importante costruzione sul Monte Carmelo ormai del tutto costruita.
Nel 1989, benché anziano e non in buona salute, tornò per un'ultima visita alle isole Samoa dove spesso incontrò Malietoa Tanumafili II, ma quando preparava il suo ritorno in Europa le sue condizioni di salute subirono un improvviso peggioramento e, ricoverato in ospedale, lì trapassò la sera del 5 luglio 1989.
I suoi resti mortali riposano ad Apia, la capitale di quello stato insulare dell'Oceania.